# دانشگاه پردو
دانشگاه پردو (به انگلیسی: Purdue University) یک دانشگاه تحقیقاتی دولتی در شهر وست لافایت واقع در ایالت ایندیانا آمریکا است که در سال ۱۸۶۹ میلادی به‌واسطه کمک جان پردو تأسیس شد. بنابر رتبه‌بندی یواس نیوز در سال ۲۰۲۰ این دانشگاه در بیشتر علوم مهندسی در میان ۱۰ دانشگاه برتر آمریکا قرار دارد. در رشته شیمی تجزیه نیز رتبه ۱ جهان را دارد. رشته عمران این دانشگاه نیز در سال ۲۰۱۶ بنابر رتبه‌بندی شانگهای به‌عنوان برترین دانشگاه جهان انتخاب شد. تا آوریل سال ۲۰۱۹، شمار ۲۵ فضانورد آمریکایی و ۱۳ برنده جایزه نوبل از فارغ‌التحصیلان، پژوهشگران و استادان دانشگاه پردو بوده‌اند.
دانشگاه پردو دارای دانشکده‌های متنوعی است که می‌توان به مهندسی برق، مهندسی مکانیک، مهندسی شیمی، علوم کامپیوتر، مهندسی کامپیوتر، مهندسی شهری، اقتصاد کشاورزی و غیره اشاره کرد. در سال ۲۰۱۸ این دانشگاه در حدود ۴۱۰۰۰ نفر دانشجو داشته‌است. این دانشگاه برای ورزش اهمیت ویژه قائل است و امکانات گسترده‌ای برای ورزش دارد. ورزشگاه فوتبال این دانشگاه در حدود ۶۰۰۰۰ نفر ظرفیت دارد.
پردیس اصلی این دانشگاه بیش از ۲۰۰ رشته برای لیسانس و بیش از ۷۰ رشته برای کارشناسی‌ارشد و دکتری ارائه می‌دهد. این دانشگاه بیش از ۱۸ تیم ورزشی برای مسابقات بین‌دانشگاهی دارد و بیش از ۹۰۰ تشکیلات دانشجویی.

## تاریخچه

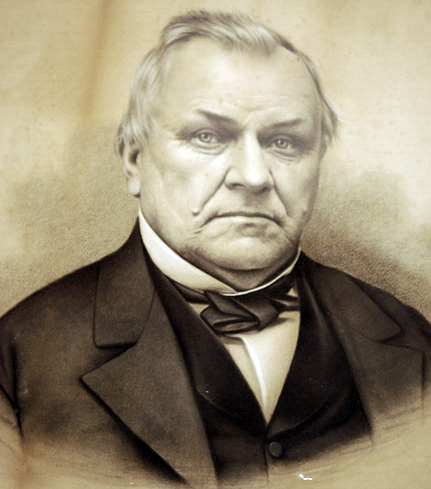
جان پردو، بانی خیر دانشگاه پردو

در سال ۱۸۶۵، مجمع عمومی ایندیانا رای مثبت به استفاده از قانون موریل لند-گرنت کالج ۱۸۶۲ دادند و در طی آن برنامه‌ای برای ایجاد یک مؤسسه با تمرکز بر کشاورزی و مهندسی آغاز شد. گروه‌های متفاوت با ارائه امکانات و پول، پیشنهادها خود را برای مکان دانشگاه جدید ارائه دادند. از میان پیشنهادها محبوب می‌توان به اضافه کردن دانشکده کشاورزی به دانشگاه ایالتی ایندیانا که در حال حاضر دانشگاه باتلر نامیده می‌شود اشاره کرد.
تا سال ۱۸۶۹ پیشنهاد شهرستان تیپیکانو شامل ۱۵۰۰۰۰ دلار (معادل ۲٫۷ میلیون دلار در سال ۲۰۱۵) از جان پردو بیزینس من و انسان دوست از لافیت، ۵۰۰۰۰ از طریق کانتی و ۰٫۴ کیلومتر مربع از طریق ساکنین بود. در ۶ می ۱۸۶۹، مجمع عمومی، مؤسسه‌ای در شهرستان تیپیکانو ایجاد کرد و به افتخار جان پردو اسم دانشگاه را پردو نامگذاری کردند. کلاس‌های دانشگاه در ۱۶ سپتامبر ۱۸۷۴ با ۶ مدرس و ۳۹ دانشجو آغاز به فعالیت کرد. پروفسور جان هوگام اولین استاد دانشگاه پردو و به عنوان کمک رئیس دانشگاه در زمان ریاست شورتریج و وایت بود. تا پایان سال ۱۸۷۴ پردیس دانشگاه شامل ۵ دانشکده می‌شد. اولین رشته‌ای دانشگاه پردو لیسانس در رشته شیمی در سال ۱۸۷۵ بود و در پاییز آن سال اولین دانشجوی دختر را پذیرش کردند.
از سال ۱۸۷۶ تا سال ۱۸۸۳ امرسون وایت رئیس دانشگاه پردو بود. وایت قانون موریل را به‌طور صریح در دانشگاه اجرا کرد. برخلاف اجرای قوانین کلاسیک، وایت معتقد بودند که پردو باید «کالج صنعتی» باشد و منابع خود را به سمت ارائه آموزش علوم انسانی با تأکید بر علم، فناوری، و کشاورزی پیش ببرد. هدف او نه تنها آماده‌سازی دانش آموزان برای کار صنعتی، بلکه پرواندن شهروندان خوب برای جامعه بود. بخشی از کار وایت که پردو را از دانشگاه‌های دیگر متمایز می‌کرد شامل یک تلاش بحث‌برانگیز به ممنوعیت انجمن‌های دانشجویی بود. این ممنوعیت در نهایت توسط دیوان عالی ایندیانا لغو شد و سرانجام منجر به برکناری وایت شد. جیمز اسمارت رئیس بعدی دانشگاه بود، از او به عنوان فردی که سالن اصلی هویلیون را «یک آجر بالاتر» در سال ۱۸۹۴ پس از آتش‌سوزی بازسازی کرد یاد می‌شود.

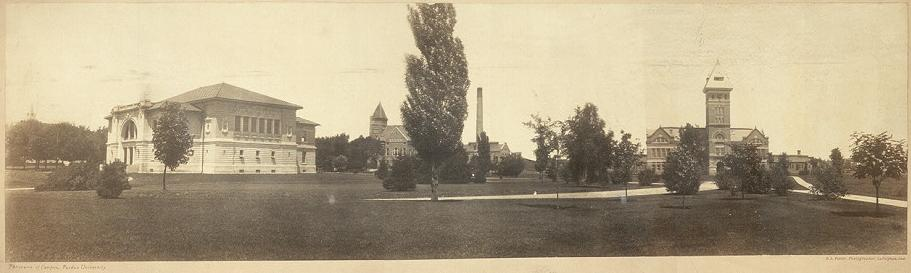
دانشگاه پردو سال ۱۹۰۴

تا پایان قرن نوزدهم، دانشگاه شامل دانشکده کشاورزی، مهندسی (مکانیک، عمران، و برق) و داروسازی بود و بنجامین هریسون، رئیس‌جمهور سابق آمریکا در هیئت امنای دانشگاه خدمت می‌کرد. آزمایشگاه‌های مهندسی پردو شامل امکانات مختلف برای تست لوکوموتیو و موتور بخار کورلیس که جز کارآمدترین موتورهای زمان بود می‌شد. دانشکده کشاورزی با به اشتراک گذاشتن تحقیقات خود و ارائه خدمات تعاونی به کشاورزان در سراسر ایالت یک دوره رشد دو دهه‌ای را طی کرد. برنامه‌هایی در اقتصادی در دانشگاه به زودی تأسیس شد. همچنین به احداث دانشکده کوتاه عمر داروسازی در این دوران می‌توان اشاره کرد. در سال ۱۹۲۵ پردو بزرگترین دانشگاه از نظر تعداد ثبت نام دانشجویان کارشناسی در کشور را به خود اختصاص داد و این وضعیت را برای نیم قرن حفظ کرد.
ادوارد سی الیوت در زمان جنگ جهانی بر ساخت و ساز دانشگاه نظارت داشت. دیوت راس مخترع، فارغ‌التحصیل، و عضو هیپت امنا در راس هماهنگی جمع‌آوری اعانه، اهدا زمین به دانشگاه، و ابزاری در ایجاد بنیاد تحقیقات پردو بود. هدیه و جمع‌آوری اعانه راس پروژه‌هایی شامل ورزشگاه راس آده، ساختمان یادبود پردو، یک اردوگاه نقشه‌برداری مهندسی عمران، و فرودگاه دانشگاه پردو می‌شود. دانشگاه پردو اولین دانشگاه صاحب فرودگاه اختصاصی در ایالت متحده آمریکا بود و این فرودگاه شامل دوره‌های آموزشی پرواز در کشور بود. آملیا ارهارت در سال ۱۹۳۵ به عنوان مشاور زنان برای این دوره‌های پرواز به دانشگاه پیوست. در سال ۱۹۳۷، بنیاد تحقیقات پردو بودجه برای پرواز برایلاکهید مدل ۱ الکترا به دور دنیا اختصاص داد.

## رتبه دانشگاه
بر اساس طبقه‌بندی نشریه یواس نیوز دانشگاه پردو در رده ۱۱۴ در جهان قرار می‌گیرد. موسسه رتبه بندی شانگهای در سال ۲۰۱۹، دانشگاه پردو را در جایگاه ۷۲ جهان قرار داده است. همچنین دانشگاه پردو بر اساس رتبه‌بندی نشریه تایمز دانشگاه ۸۸ دنیا است. دانشگاه پردو طبق طبقه‌بندی یواس نیوز در سال ۲۰۲۰ در بین دانشکده‌های مهندسی امریکا رتبه چهارم را کسب کرده‌است. 
| مهندسی کشاورزی   | ۱  | مدیریت تولید        | ۵   |
| مهندسی پزشکی     | ۳۴ | مدیریت زنجیره تأمین | ۸   |
| مهندسی هوافضا    | ۶  | شیمی تئوری          | ۱   |
| مهندسی شیمی      | ۱۶ | شنوایی‌شناسی         | ۹   |
| مهندسی عمران     | ۴  | ریاضیات             | ۲۶  |
| مهندسی برق       | ۹  | فیزیک               | ۳۷  |
| مهندسی کامپیوتر  | ۱۲ | بهداشت عمومی        | ۱۰۲ |
| مهندسی مواد      | ۱۶ | داروسازی            | ۷   |
| مهندسی مکانیک    | ۹  | پرستاری             | ۳۰  |
| مهندسی صنایع     | ۶  | علوم زیست‌شناسی      | ۶۲  |
| مهندسی محیط زیست | ۷  | دامپزشکی            | ۱۳  |
| مهندسی هسته‌ای    | ۱۲ | جامعه‌شناسی          | ۵۷  |
| علوم سیاسی       | ۶۱ | آمار                | ۲۷  |
| روان‌شناسی        | ۳۹ | اقتصاد              | ۴۲  |
| تحلیل کسب و کار  | ۹  | تاریخ               | ۵۳  |

## پردیس
دانشگاه پردو در شهر کوچک لافایت غربی در کنار رودخانه وابش و در جوار شهر بزرگتر لافایت واقع شده‌است. ساختمان‌های آکادمیک دانشگاه بیشتر در قسمت شرقی و جنوبی پردیس واقع شده‌اند. خوابگاه‌های دانشگاه در قسمت غربی پردیس و ورزشگاه‌های دانشگاه در شمال پردیس می‌باشند.

## افراد
در سال ۱۸۷۴ تعداد اعضای هیئت علمی دانشگاه پردو ۶ نفر بود و این مقدار به ۲۵۶۳ در سال ۲۰۰۷ میلادی افزایش یافت. اکنون تعداد کل هیئت علمی و کارکنان دانشگاه ۱۸۸۷۲ نفر می‌باشد. از اعضای هیئت علمی کنونی می‌توان آردن بمنت، رئیس بنیاد ملی علوم، گراهام کوکس ،ژوزف فرانچسکو، دوگلاس کومر، لوییز دی برانگس دی بروشیا که قضیه دی برانگس را اثبات کرد، ای ایچی نگیشی ویکتور راسکین، مایکل روسمن که ویروس‌های معمول سرماخوردگی را نگاشت کرد، لیه جیمسون، جیمز موهلر که تعداد زیادی کتابچه راهنما برای گرافیک کامپیوتری را نوشته‌است اشاره کرد.
دو نفر از اعضای هیئت علمی دانشگاه پردو (ای ایچی نگیشی و هربرت براون) زمانی که در دانشگاه بودند برنده جایزه نوبل شدند. در مجموع ۱۳ نوبل در ۵ رشته مختلف متعلق به دانشگاه پردو است که این تعداد شامل دانشجویان، استادان و محققین این دانشگاه است. از فارغ التحصیلان برجسته دیگر می‌توان به چارلز آلتون الیس طراح گلدن گیت اشاره نمود.

## نگارخانه

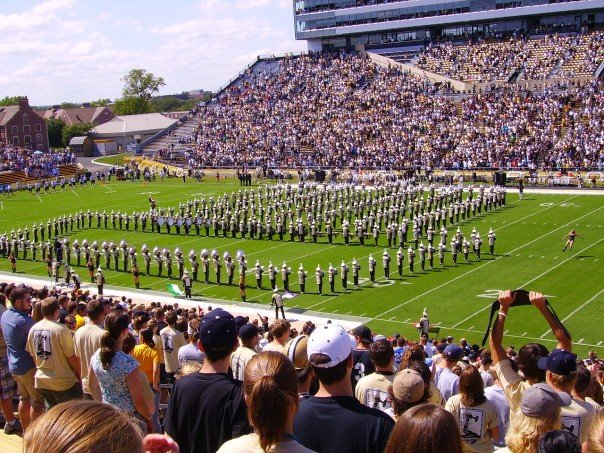
دانشجویان در حال مشاهده مراسم افتتاحیه فوتبال آمریکایی
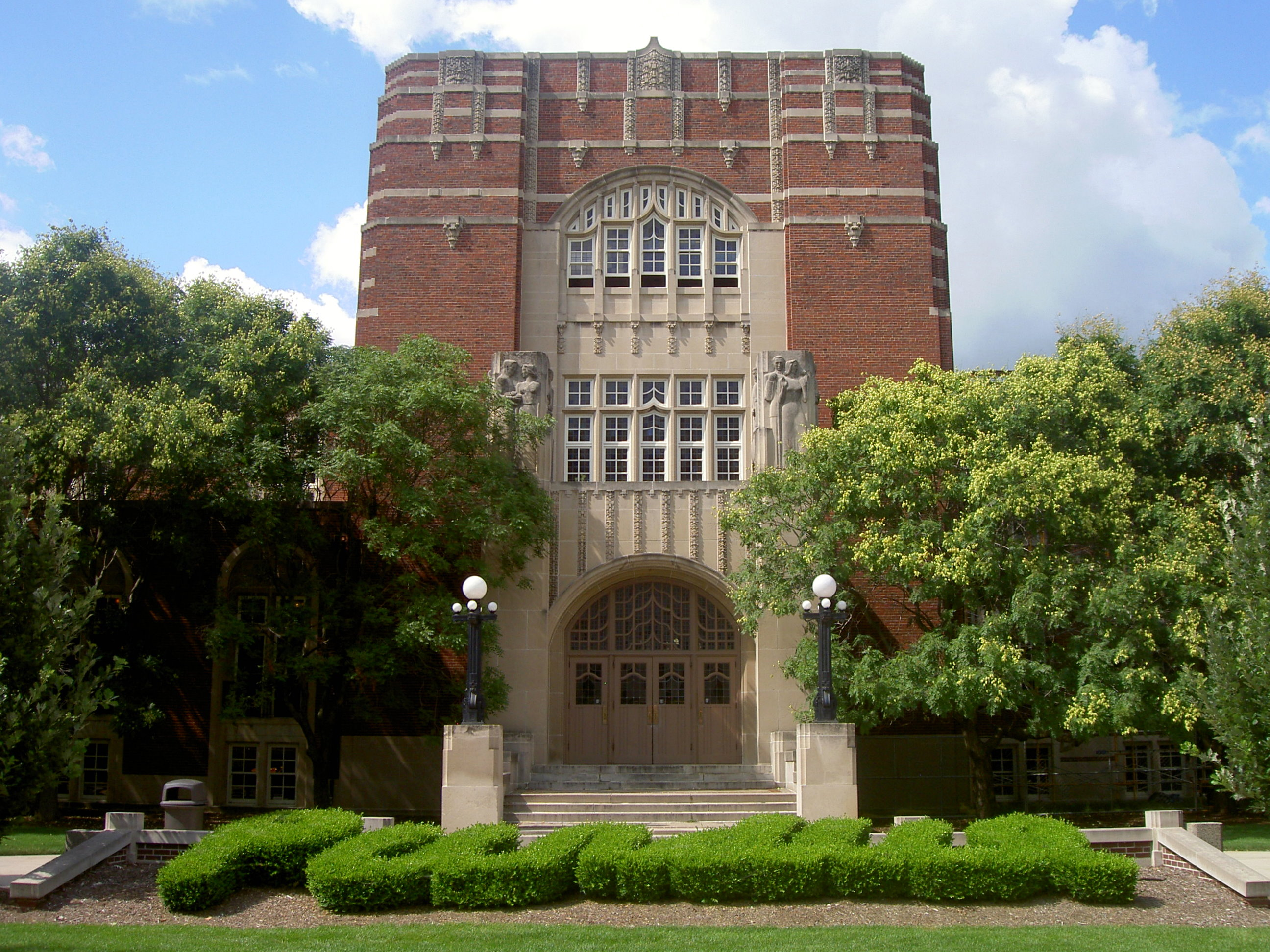
ساختمان یادبود در دانشگاه پردو
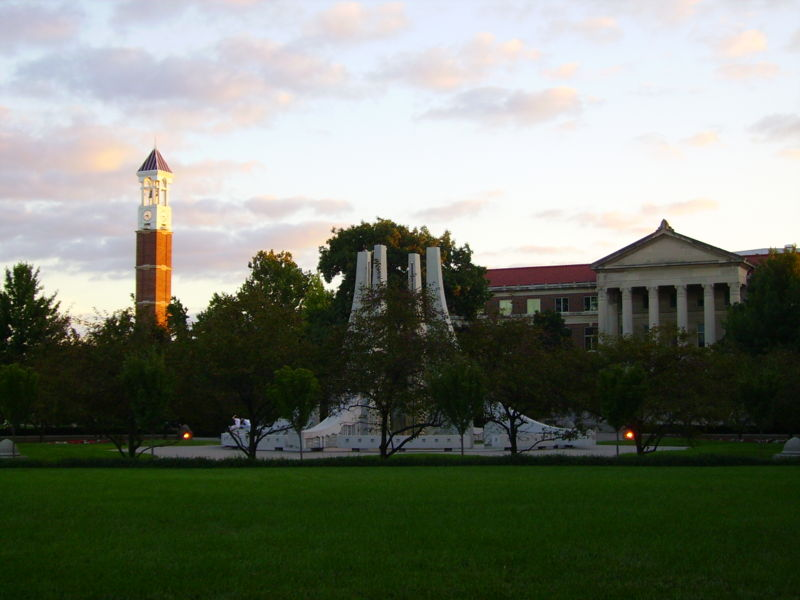
فواره مهندسی در دانشگاه پردو